# Trachyaretaon

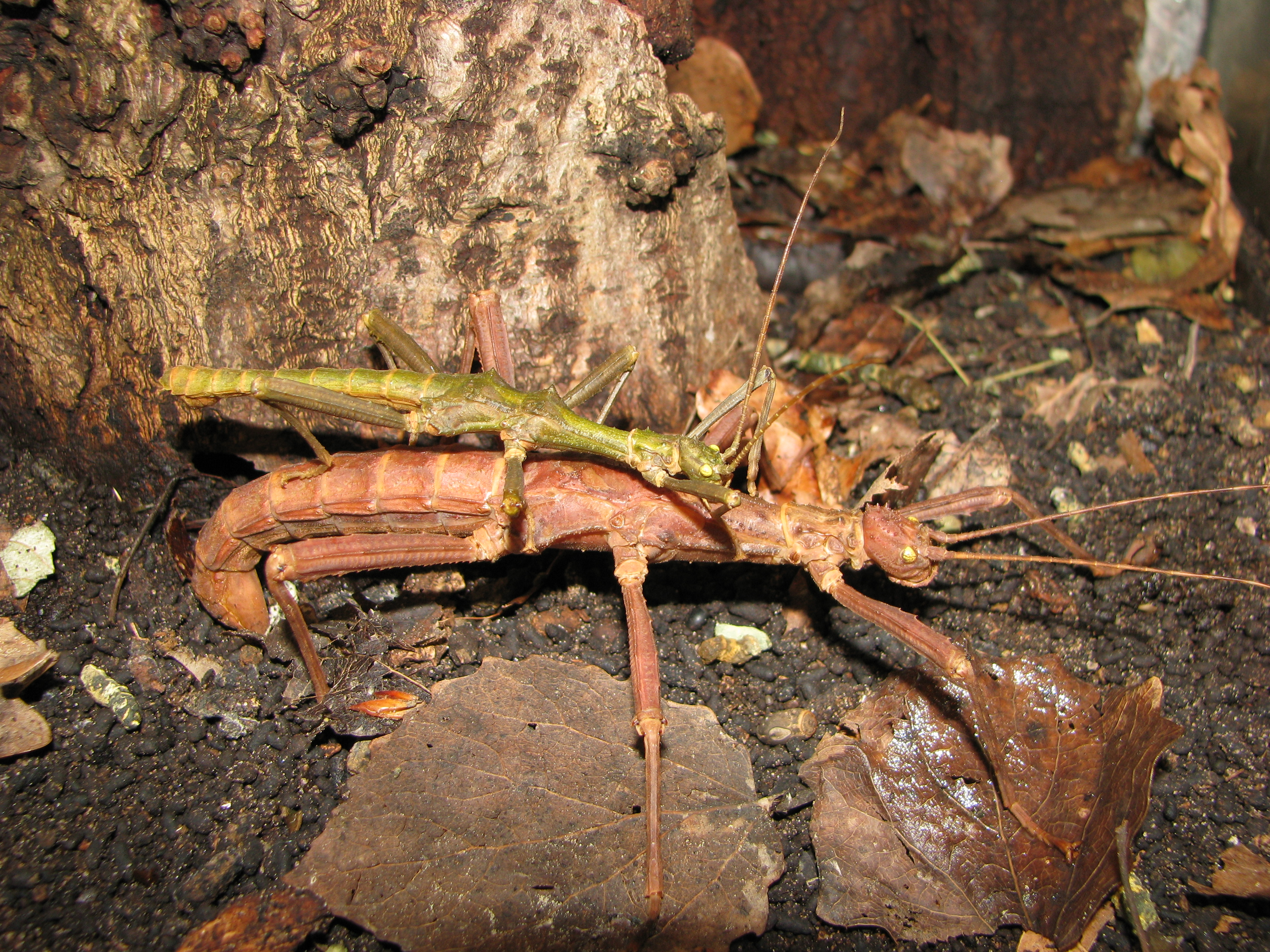
Trachyaretaon carmelae, Pärchen

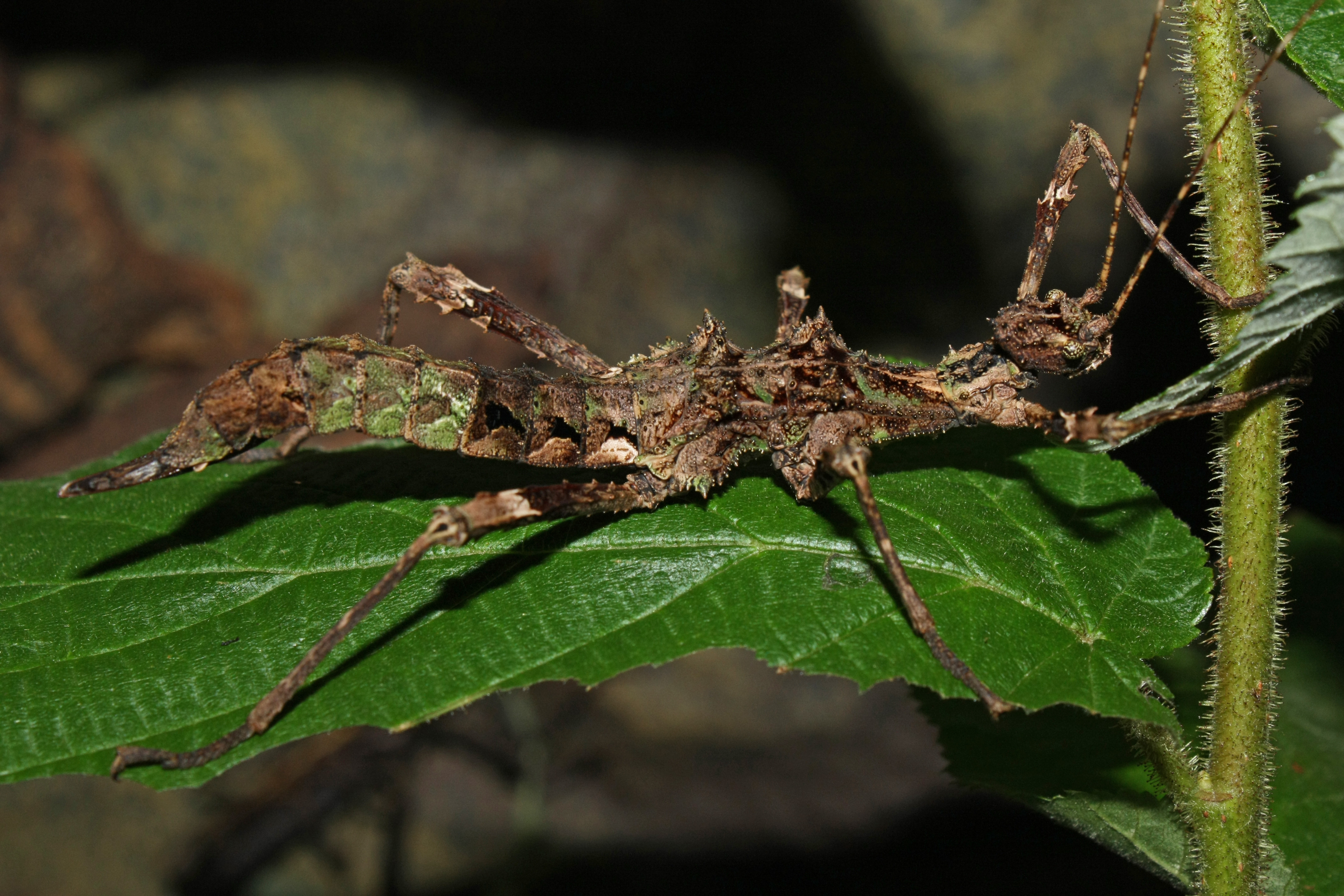
Trachyaretaon echinatus 'North-Luzon', Weibchen

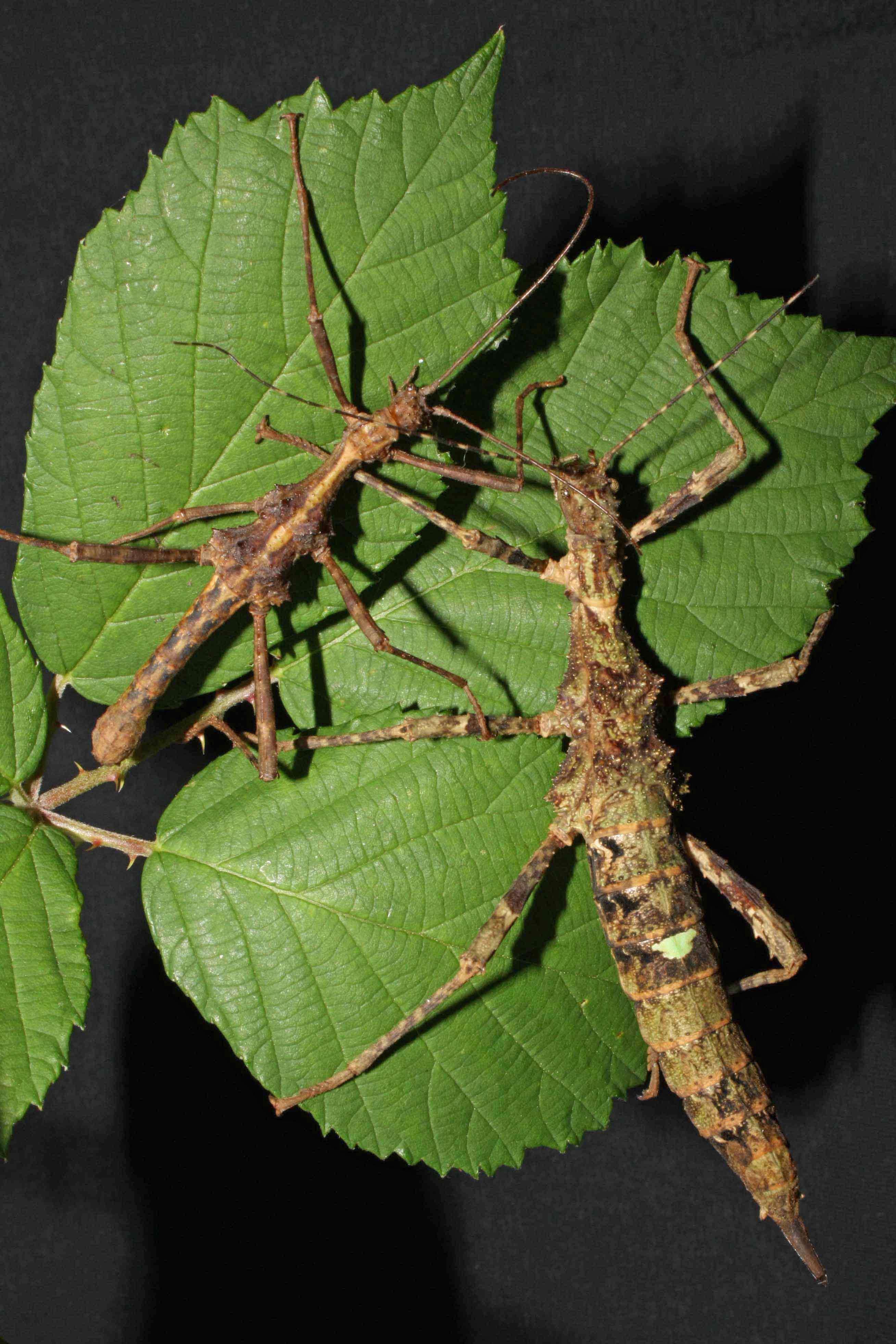
Pärchen von Trachyaretaon negrosanon 'Negros'

Die Gattung Trachyaretaon ist eine auf den Philippinen beheimatete Gespenstschrecken-Gattung.

## Merkmale
Die Vertreter dieser Gattung entsprechen im Habitus typischen Vertretern der Obrimini und ähneln im Erscheinungsbild sehr den Arten der Gattungen Aretaon und Sungaya. Wie diese sind sie in beiden Geschlechtern flügellos. Die Männchen der bisher bekannten Arten bleiben mit ca. 40 bis 75 Millimetern Länge kleiner als die zwischen 60 und 135 Millimeter langen Weibchen. Bei Eier legenden adulten Weibchen ist der Hinterleib in der Mitte deutlich in Höhe und Breite verdickt und damit im Querschnitt fast kreisrund. Wie bei den anderen Gattungen der Obriminae umgibt ein Legestachel am Ende des Abdomens den eigentlichen Ovipositor. Er wird ventral aus dem achten Sternit gebildet, welche als Subgenitalplatte oder Operculum bezeichnet wird und dorsal aus dem elften Tergum, welches hier Supraanalplatte oder Epiproct genannt wird.
Im Gegensatz zu Aretaon-Arten fehlen denen der Gattung Trachyaretaon die deutlichen Stacheln im vorderen Bereich des Mesonotums. Anders als bei den Vertretern der Gattungen Brasidas und Obrimus finden sich bei ihnen im Metasternum weder Löcher oder Gruben noch erkennbare Schlitze. Von Sungaya unterscheiden sich Trachyaretaon-Arten unter anderem durch die Form der Eier und den relativ zur Länge breiteren Thorax.

## Verbreitung
Das bisher bekannte Verbreitungsgebiet der Gattung erstreckt sich über die philippinischen Inseln Luzon, Mindoro, Palawan,  und die Babuyan-Inseln. Auf letzteren sind Vertreter auf Calayan Island und Dalupiri nachgewiesen. Außerdem leben Vertreter auf den Visayas-Inseln, genauer auf Negros und Panay. Ob die Gattung auch auf Mindanao vorkommt ist unsicher bzw. umstritten.

## Lebensweise und Fortpflanzung
Obwohl alle Arten nacht- und dämmerungsaktiv sind, verstecken sie sich kaum. Sie sind tagsüber meist auf den Nahrungspflanzen zu finden, an denen sie nachts fressen. Die zylindrischen oder projektilförmigen Eier sind mit 4 bis 5 mm Länge und 2 bis 3 mm Breite auch bei größeren Arten relativ klein. Sie sind meist dunkelgrau bis dunkelbraun gefärbt und ähneln dem Kot der Tiere. Am Vorderpol der Eier befindet sich ein kreisrunder Deckel (Operculum). Die Mikropylarplatte hat drei Schenkel und ihre Form ähnelt meist einem auf dem Kopf stehenden „Y“, wobei der zum Deckel zeigende Schenkel deutlich länger ist als die zum unteren Pol zeigenden, welche auch gebogen sein können (Siehe auch Bau des Phasmideneis). Die Eier werden mittels Legestachel im Boden abgelegt. Die Nymphen schlüpfen schon nach drei bis vier Monaten. Sie sind deutlich stachliger als die Imagines. Bis sie adult sind vergehen je nach Art und Geschlecht, Männchen benötigen weniger Zeit, fünf bis acht Monate. Bei einigen Trachyaretaon-Arten ist Parthenogenese nachgewiesen.

## Systematik
Im Jahr 1939 veröffentlichten James Abram Garfield Rehn und sein Sohn John William Holman Rehn eine umfangreiche Arbeit, in der sie unter anderem die Gattung Aretaon mit der Untergattung Trachyaretaon errichteten. In diese stellten sie eine bereits 1877 von Carl Stål als  Obrimus echinatus beschriebene Art. Während „Aretaon“ der griechischen Mythologie entlehnt ist, wo es u. a. der Name eines Verteidigers von Troja ist, stammt das Präfix „Trachy“ vom ebenfalls griechischen trachys (τραχύς), was rau bedeutet und sich auf die Beschaffenheit der Körperoberfläche bezieht. Trachyaretaon wurde 2004 von Oliver Zompro in den Rang einer eigenen Gattung überführt, deren Typusart dadurch Trachyaretaon echinatus wurde. Außerdem beschrieb Zompro mit Trachyaretaon gatla eine weitere Art. Sie ist bisher nur von einem einzigen Exemplar bekannt, dem weiblichen Holotypus von der philippinischen Insel Palawan. Es befindet sich in der Sammlung des Autors.
Ireneo L. Lit, Jr. und Orlando L. Eusebio beschrieben 2005 mit Trachyaretaon carmelae die bisher größte Art der Gattung. Die Beschreibung erfolgte anhand von Tieren die im Jahr zuvor auf der Insel Dalupiri gesammelt wurden. Bereits 2003 wurden auf der Nachbarinsel Calayan Tiere gefunden, die von Oskar V. Conle und Frank H. Hennemann als Trachyaretaon brueckneri beschrieben wurden. Da die Veröffentlichung der Beschreibung sich verzögert hatte und erst 2006 erschien, überschnitt sich diese mit der von Trachyaretaon carmelae. So stellten Conle und Hennemann schon kurz nach der Beschreibung fest, dass es sich bei Trachyaretaon brueckneri und  Trachyaretaon carmelae um dieselbe Art handelt. Seither wird Trachyaretaon brueckneri  als Synonym angesehen. Eine formale Synonymisierung erfolgte 2023 zusammen mit der Beschreibung von sechs weiteren Arten.
Im Mai 2008 sammelte Jeffebeck Arimas an den Vulkanen Kanlaon und Mandalagan auf der Insel Negros Tiere, die zunächst als Trachyaretaon sp. 'Negros' angesprochen wurden. Laut Genanalysen von Sarah Bank et al. die 2021 veröffentlicht wurden, gehört diese Art nicht zu Trachyaretaon. Sie ist näher mit Sungaya verwandt, mit der sie auch schon gekreuzt worden ist. Hennemann beschrieb sie 2023 als Trachyaretaon negrosanon.
Die bisher beschriebenen Arten sind:
- Trachyaretaon bresseeli Hennemann, 2023
- Trachyaretaon carmelae Lit & Eusebio, 2005
(Syn. = Trachyaretaon brueckneri Conle & Hennemann, 2006)
- Trachyaretaon echinatus (Stål, 1877)
- Trachyaretaon gatla Zompro, 2004
- Trachyaretaon maliit Hennemann, 2023
- Trachyaretaon mangyan Hennemann, 2023
- Trachyaretaon nakatago Hennemann, 2023
- Trachyaretaon negrosanon Hennemann, 2023
- Trachyaretaon tumandok Hennemann, 2023

Lit und Eusebio beschrieben 2005 mit Trachyaretaon manobo noch eine weitere Art als Vertreter der Gattung. Sie wurde am Vulkan Apo auf der Insel Mindanao gefunden. Bereits kurze Zeit später gingen Spezialisten wie Joachim Bresseel davon aus, dass es sich bei dieser Art nicht um einen Vertreter der Gattung Trachyaretaon handelt, sondern um die schon 1939 beschriebene Mearnsiana bullosa. In ihrer 2016 veröffentlichten Arbeit synonymisierten Hennemann et al. Trachyaretaon manobo mit Mearnsiana bullosa.

## Terraristik
Die ersten Tiere der Gattung die in die Terrarien der Liebhaber gelangten, gehen auf die im April 2003 von Ismael O. Lumawig auf Calayan Island gesammelten Tiere zurück, die auch der Beschreibung von Trachyaretaon brueckneri zugrunde liegen. Aus diesem Grund waren sie zunächst auch unter diesem Namen im Umlauf. Etwa seit 2009 wird die Art fast überall als Trachyaretaon carmelae angesprochen. Die Phasmid Study Group führt die Art unter der PSG-Nummer 255.
Die im Mai 2008 in der Provinz Negros Occidental gesammelte Trachyaretaon negrosanon wurde 2009 erstmals von Bruno Kneubühler in Europa nachgezogen und als Trachyaretaon sp. 'Negros' verteilt.
Dave Navarro fand 2008 im Norden der Insel Luzon in der Mountain Province mehrere Weibchen und weibliche Nymphen der Gattung. Sie bilden die Basis eines parthenogenethischen Zuchtstammes, welcher zunächst als Trachyaretaon sp. 'North-Luzon' bezeichnet wurde. Ebenfalls auf Luzon, genauer in der etwas südlicheren Provinz Nueva Vizcaya in der Nähe der Imugan Falls fanden lokale Naturforscher im Juni 2015 an zwei unabhängigen Orten Weibchen einer sehr ähnlichen Population. Da auch aus den Eiern der adult gesammelten Weibchen wiederum nur Weibchen schlüpften, wird von einem rein parthenogenetischen Vorkommen der Art in dieser Region ausgegangen. Die Vertreter des resultierenden Zuchtstammes wurden ebenfalls nach ihrem Fundort als Trachyaretaon sp. 'Imugan Falls' bezeichnet. Auch diese beiden Stämme wurden erstmals von Bruno Kneubühler nachgezogen und verteilt. Hennemann identifizierte die Vertreter dieser beiden Stämme 2023 als Trachyaretaon echinatus.
Eine zunächst unbeschriebene Art wurde 2009 von Joachim Bresseel ebenfalls auf Luzon in der Provinz Aurora nahe der Stadt San Luis an den Wasserfällen von Cunayan und Ditumabo entdeckt. Sie wurde anfangs als Trachyaretaon echinatus bezeichnet und ist seit etwa 2011 in den Terrarien der europäischen Liebhaber zu finden. Die falsche Zuordnung wurde wenig später erkannt und so waren die Tiere lange unter dem Namen Trachyaretaon sp. 'Aurora' im Umlauf. Die Phasmid Study Group führt sie unter der PSG-Nummer 317. Im April 2010 sammelten Bresseel, Tim Bollens und Rob Krijns in Marinfata an der Straße nach Infanta auf Luzon ein adultes Weibchen aus dessen Eiern ein sexueller Zuchtstamm etabliert werden konnte. Dieser wurde wiederum als Trachyaretaon echinatus identifiziert und wurde jahrelang als Trachyaretaon echinatus 'Marinfata' bezeichnet. Er wird von der Phasmid Study Group unter der PSG-Nummer 326 geführt. Beide Zuchtstämme wurden von Hennemann als Vertreter derselben Art identifiziert, die er 2023 als Trachyaretaon bresseeli beschrieb.
Die Haltung und Zucht der genannten Arten gilt als einfach. Sie fressen bereitwillig an verschiedensten Futterpflanzen wie Brombeeren, Hasel, Feuerdorn und Efeu. Sie benötigen mäßig feuchte Terrarien mit Bodengrund zur Eiablage.